# John Edmund Greene
John Edmund Greene, kanadski letalski častnik, vojaški pilot in letalski as, * 2. julij 1894, Winnepeg, Manitoba, † 14. oktober 1918, Belgija.
Stotnik Greene je v svoji vojaški službi dosegel 15 zračnih zmag.

## Življenjepis
Med prvo svetovno vojno je bil sprva pripadnik RNAS, nato pa RAF.

## Odlikovanja
- Distinguished Flying Cross (DFC)